# Rosselin-Gletscher
Der Rosselin-Gletscher ist ein Gletscher im Norden der westantarktischen Alexander-I.-Insel. Von den Rouen Mountains fließt er in südwestlicher Richtung zum Palestrina-Gletscher.
Der British Antarctic Survey kartierte ihn zwischen 1975 und 1976. Das UK Antarctic Place-Names Committee benannte ihn 1980 nach F. Rosselin, leitender Ingenieur auf dem Forschungsschiff Pourquoi-Pas ? bei der Fünften Französischen Antarktisexpedition (1908–1910) unter der Leitung des Polarforschers Jean-Baptiste Charcot.